# Corymica spatiosa
Corymica spatiosa är en fjärilsart som beskrevs av Louis Beethoven Prout 1925. Corymica spatiosa ingår i släktet Corymica och familjen mätare. Inga underarter finns listade i Catalogue of Life.